# Alejandro Chelén Rojas
Alejandro Chelén Rojas (Chañaral Alto, 21 de septiembre de 1912 - 16 de mayo de 1990, Santiago) fue un obrero, agricultor, periodista y político chileno. Miembro del Partido Socialista (PS) y Partido Comunista (PC), fue diputado y senador de la República entre 1949 y 1965.

## Familia y estudios
Nació en Chañaral Alto, comuna de Monte Patria, Región de Coquimbo, el 21 de septiembre de 1912. Fue hijo de José Chelén, de origen árabe y Deidamia Rojas.
Realizó sus estudios primarios en el Liceo de Hombres de Ovalle (actual Liceo Bicentenario Alejandro Álvarez Jofré). A los 15 años abandonó sus estudios y se marchó a las pampas salitreras de Tarapacá y Antofagasta, desempeñándose como obrero en 1927, 1929 y 1930.
Se casó con Magda Franulic y tuvieron cinco hijos.

## Trayectoria pública y política
Hacia 1935 se trasladó a la provincia de Atacama, donde laboró, por casi diez años, en las minas de cobre, plata y oro. En 1936, se incorporó a las filas del Partido Socialista de Chile (PS), siendo fundador de la seccional "Inca de Oro".
En 1937 fue elegido regidor por la comuna de Chañaral. Fundó y dirigió, en este año también, el diario chañaralino Avance.
En esa misma época, en Santiago, asistió a cursos en la carrera de Historia en la Universidad de Chile. En su formación, básicamente autodidacta, recibió una importante influencia del historiador Julio César Jobet y del profesor Eugenio González Rojas.
En 1945 regresó a Ovalle, donde se dedicó a la agricultura y la minería. Al año siguiente, ingresó al Partido Socialista Popular (PSP), que agrupaba a los sectores mayoritarios del socialismo en ese momento.
Fue periodista durante nueve años, entre 1939 y 1948. En 1946, entusiasmado con el periodismo, dio vida al diario combarbalense El Arado, y en 1947, al serenense Crónica. Diversos órganos de prensa nacional publicaron sus artículos políticos y costumbristas. También publicó algunos folletos de corte histórico y otros de índole político, de gran componente doctrinario. Colaboró también en la revista Hoy y otras publicaciones de Santiago. Fue un lector de obras literarias, históricas y sociales.
En 1948, fue elegido regidor por la comuna de Combarbalá.
En las elecciones parlamentarias de 1949 fue elegido diputado por la Cuarta Agrupación Departamental, correspondiente a los departamentos de La Serena, Coquimbo, Elqui, Ovalle, Combarbalá e Illapel, para el período 1949-1953. Integró la Comisión Permanente de Vías y Obras Públicas y fue diputado reemplazante en la Comisión Permanente de Economía y Comercio. Fue reelecto diputado por la misma Agrupación Departamental, para el período 1953-1957, integrando la Comisión Permanente de Policía Interior y Reglamento.
En las elecciones parlamentarias de 1957 fue elegido senador por la Segunda Agrupación Provincial de Atacama y Coquimbo, para el período 1957-1965, integrando las Comisiones Permanentes de Obras Públicas y la de Minería.
Durante el régimen militar de Augusto Pinochet, vivió exiliado en México. Regresó a Chile en 1985.
Entre otras actividades, fue miembro de la Asociación de Pequeños Mineros de Atacama, del Deportivo del Norte y de la Sociedad de Escritores de Chile. También ejerció como docente en la Universidad de Chile, que le confirió el título de profesor honorario, y participó como conferencista en diversas instituciones. Fue gerente de la editorial chilena Quimantú, hasta septiembre de 1973.
Murió en Santiago de Chile, el 16 de mayo de 1990.
La ley N.° 20.147, publicada el 30 de diciembre de 2006 en el Diario Oficial, autorizó erigir un monumento en su memoria, en la escuela que lleva su nombre, ubicada en la localidad de su nacimiento (Chañaral Alto, Región de Coquimbo).